# Holger Konrad Sten
Holger Konrad Sten (Copenhaguen, 1 de juny de 1907 – Copenhaguen, 30 de maig de 1971) fou un lingüista romanista danès, especialista en francès i portuguès.

## Vida
Sten feu els estudis de lletres a la Universitat d'Århus i obtingué el títol de doctor l'any 1938 amb la tesi Noegtelserne i Fransk ("Les negacions en francès"). Des de 1943 fou professor de llengües i literatures romàniques a la Universitat de Copenhaguen. La seva recerca se centrà sobretot en el francès i en el portuguès, però també inclogué en la seva docència i en la seva recerca altres llengües com el català, llengua sobre la qual feu alguns cursos a la universitat i algun article.
Fou membre de l'Acadèmia Reial de Ciències i Lletres de Dinamarca (Det Kongelige Danske Videnskabernes Selskab) des de 1956 i membre corresponent de l'Institut d'Estudis Catalans des de 1966.

## Obra
- "Zur portugiesischen Syntax", Archiv für das Studium der neueren Sprachen, 1936
- Les particularités de la langue portugaise. Copenhaguen: Einar Munksgaard, 1944 (Travaux du Cercle Linguistique de Copenhague; 2)
- Le temps du verbe fini en français moderne. Copenhaguen: Munksgaard, 1952
- L'"infinitivo impessoal" e l'"infinitivo pessoal" en portugais moderne. Lisboa: Centro de Estudios Filológicos, 1953
- Manuel de phonétique française. Copenhaguen: Munksgaard, 1956
- L'emploi des temps en portugais moderne. Copenhaguen: Munksgaard, 1973 [publicació pòstuma]